# 청자 상감‘상약국’명 음각운룡문 합
청자 상감‘상약국’명 음각운룡문 합(靑磁 象嵌‘尙藥局’銘 陰刻雲龍文 盒)은 상감 기법으로 ‘상약국’이라는 글자와, 음각으로 구름 위를 노니는 용 무늬를 새겨 넣은, 고려청자 합(盒)이다. 충청북도 음성군 한독의약박물관에 있으며, 1978년 12월 7일 대한민국의 보물 제646호로 지정되었다.

## 같이 보기
- 고려청자

## 참고 자료
- 청자 상감‘상약국’명 음각운룡문 합 - 국가유산청 국가유산포털

## 주해
1. ↑  합(盒)이란 음식을 담는 그릇의 하나이다. 밥그릇처럼 그리 높지 않고 둥글넓적하며 뚜껑이 있다.